# Elisabeth von Waldeck (Ziegenhain)
Elisabeth von Waldeck (* etwa 1401; † 23. April 1462) war durch Heirat Gräfin von Ziegenhain.

## Herkunft
Ihre Eltern waren Graf Heinrich VII. von Waldeck zu Waldeck (* 1370; † nach 1442) und dessen Ehefrau Margarethe von Nassau-Wiesbaden-Idstein († nach 1432).
Ihr Bruder Wolrad I. folgte dem Vater als regierender Graf von Waldeck zu Waldeck im Jahre 1442.

## Familie
Elisabeth wurde bereits als Kind im Dezember 1407 mit dem Grafen Johann II. von Ziegenhain und Nidda verlobt. Als Mitgift erhielt Johann 4500 Rheinische Gulden, mit denen er Burg und Stadt Neukirchen mit allen Zubehörungen, Rechten und Nutzen lösen und damit Elisabeth bewittumen sollte. Johann bezeichnete sie zwar schon 1415 als seine Hausfrau, aber die Hochzeit fand wohl erst am 5. Januar 1417 statt. Die Ehe blieb kinderlos.

## Leben
Am 2. Februar 1437 trug Johann II., der letzte Graf von Ziegenhain und Nidda, seine beiden Grafschaften dem Landgrafen Ludwig I. von Hessen zu Lehen auf und empfing sie vom Landgrafen als Erbmannlehen zurück. Ludwig I. bestätigte im Gegenzug am gleichen Tage Elisabeths inzwischen von Johann erweitertes Wittum – nämlich Burg und Stadt Ziegenhain, Burg und Stadt Neukirchen und die Landsburg. Im Januar 1443 bekundete Elisabeth, dass Johann mit ihrer Zustimmung seine beiden Grafschaften dem Landgrafen aufgetragen und als Erbmannlehen wiederempfangen habe. Gleichzeitig verpflichtete sie sich, die ihr nunmehr von ihrem Gatten als Wittum verschriebenen Burg und Stadt Ziegenhain und Burg und Stadt Rauschenberg so zu verwalten, dass sie beim Lande Hessen bleiben und nach ihrem Tode unverpfändet an Hessen zurückfallen würden.

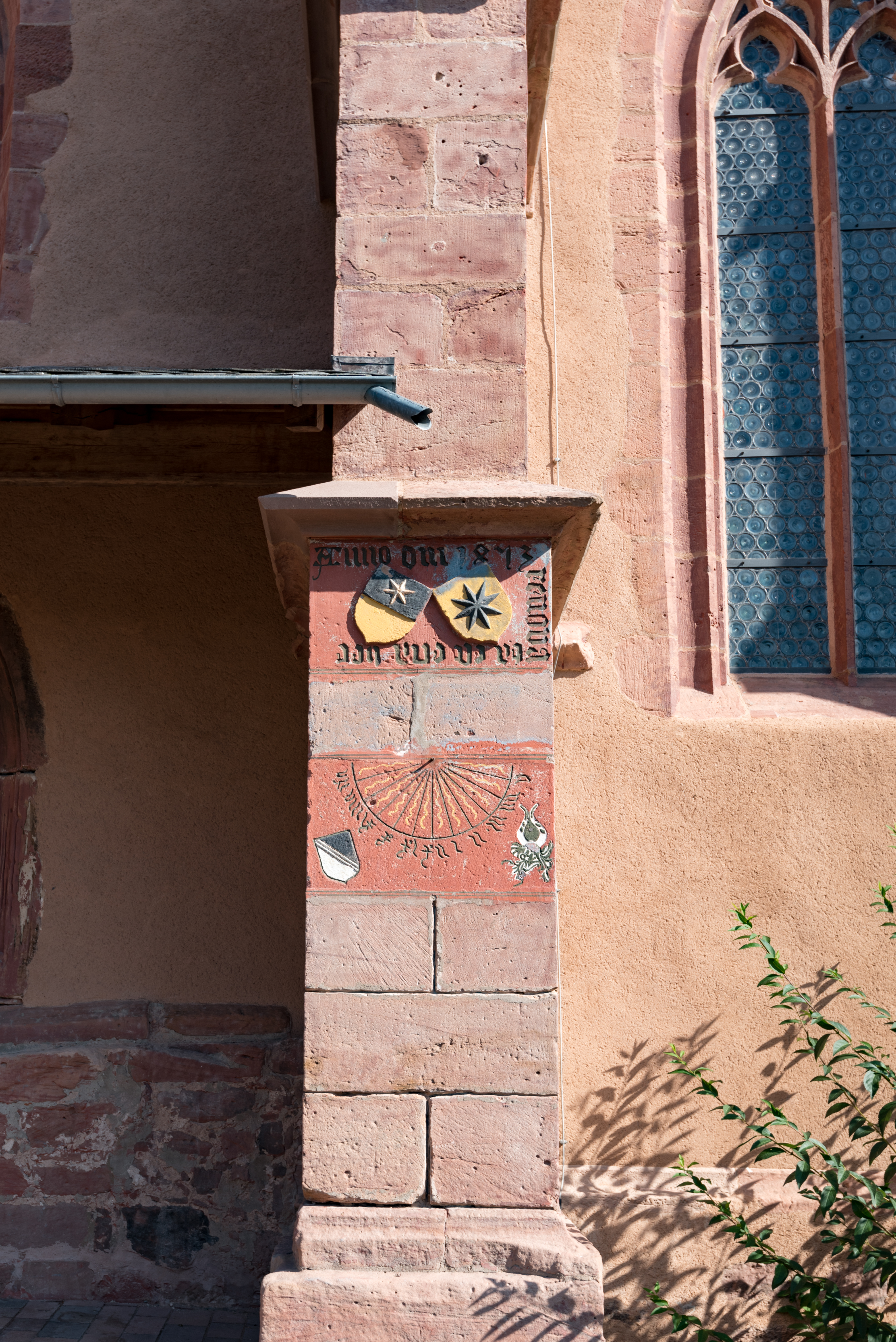
Pfeiler an der Stadtkirche in Rauschenberg mit Elisabeths Wappensteinen, links Grafschaft Ziegenhain, rechts Grafschaft Waldeck

Johann II. starb am 14. Februar 1450 und seine beiden Grafschaften fielen gemäß der 1437 erfolgten Lehnsauftragung an Landgraf Ludwig I. von Hessen. Bald darauf, am 10. Mai 1450, bekräftigte Elisabeth urkundlich erneut Johanns Verschreibung der beiden Grafschaften an den Landgrafen. Gleichzeitig bekundete sie, dass Johann sie mit Zustimmung des Landgrafen mit den Burgen und Städten Ziegenhain, Rauschenberg und Schwarzenborn und einer Anzahl von Zöllen und Gütern bewittumt habe. Auch habe Landgraf Ludwig aus Freundschaft ihre Leibzucht gebessert, u. a. mit dem Gericht zu Kirtorf, den Teichen unter der Landsburg und zu Biedenbach, sowie mit den Fischereien zu Treysa und Allendorf und 27 Pfund Geld zu Rauschenberg. Nach ihrem Tode sollten alle diese Besitzungen und Güter an den Landgrafen zurückfallen.
Elisabeths Einkünfte erlaubten ihre eine großzügige Hofhaltung und, wie aus ihren später erlassenen Verfügungen ersichtlich, sie betrachtete und behandelte ihre Witwengüter als eindeutig unter ihrer eigenen Verwaltungs- und Gerichtshoheit stehend. Sie lebte wohl bis zu ihrem Tod auf der Burg Rauschenberg. Die Stadtkirche in Rauschenberg ließ sie im Jahre 1453 durch einen spätgotischen Chor erweitern; ihre Wappensteine befinden sich an einem Pfeiler an der Südseite der Kirche.

## Tod
In ihrem am 19. Dezember 1461 gesiegelten Testament benannte sie neben ihrem Bruder Wolrad I. von Waldeck auch ihren Amtmann Hans von Dörnberg als ihre Testamentsvollstrecker. Sie starb am oder vor dem 23. April 1462. Erst mit ihrem Tod kam der Rest der Grafschaft Ziegenhain somit endgültig – abgesehen von Erbansprüchen derer von Hohenlohe – an die Landgrafschaft Hessen.